# 北野充

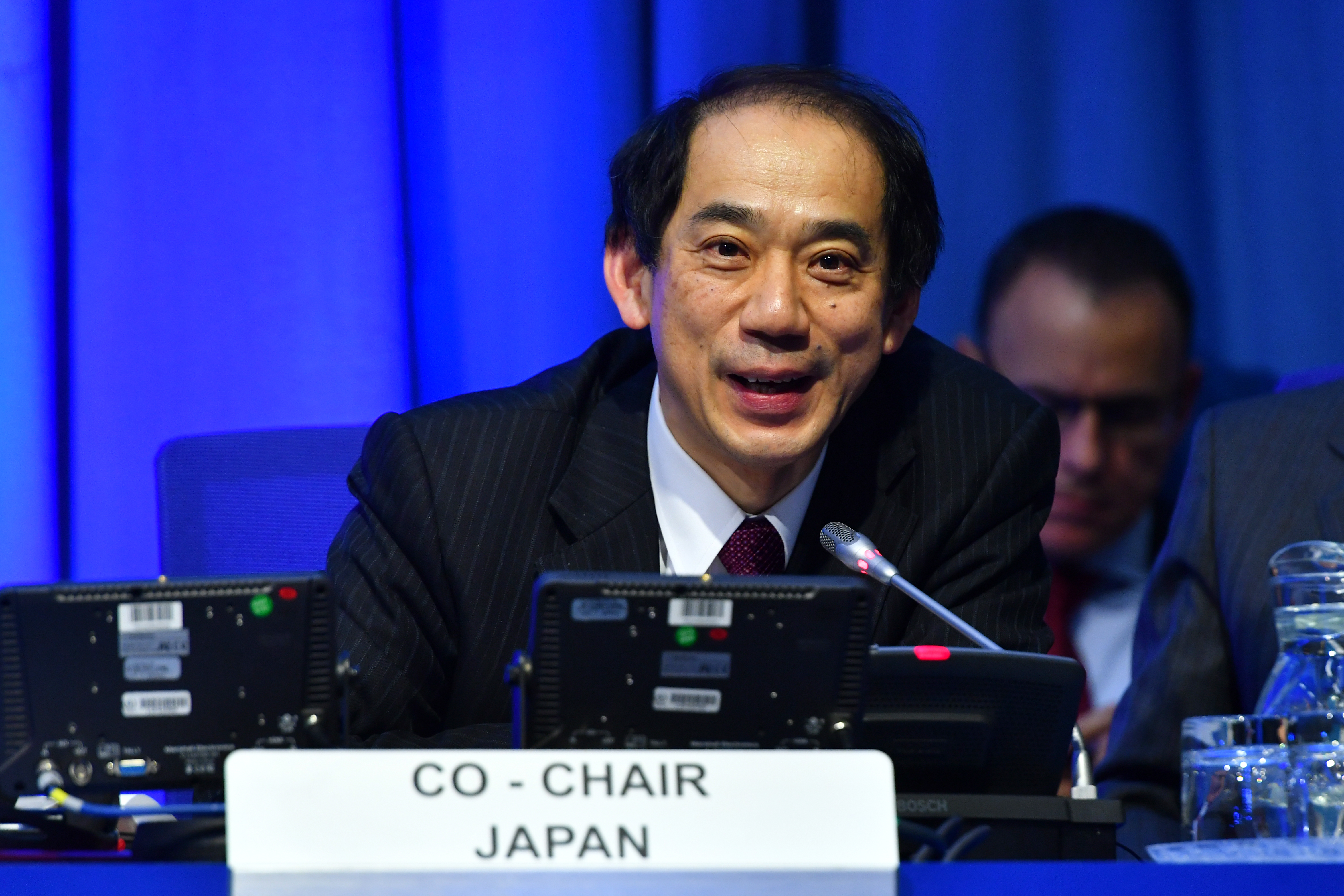
2018年11月

北野 充（きたの みつる、1957年11月5日 - ）は、日本の外交官。外務省軍縮不拡散・科学部長、在ウィーン国際機関日本政府代表部特命全権大使を経て、駐アイルランド特命全権大使。

## 人物・経歴
東京都出身。東京教育大学附属駒場高等学校を経て、1980年東京大学文学部卒業、外務省入省。1981年外交官補、フランス在外上級研修員。大臣官房電信課、アジア局南東アジア第二課で勤務ののち、1986年北米局安全保障課課長補佐。1989年経済協力局無償資金協力課課長補佐。1991年在中華人民共和国日本国大使館一等書記官。1993年在ジュネーブ国際機関日本政府代表部一等書記官。1995年内閣法制局参事官。1998年総合外交政策局科学原子力課長。2000年経済協力局有償資金協力課長。2002年在ベトナム日本国大使館公使、2005年在アメリカ合衆国日本国大使館公使(広報文化担当)、2008年大臣官房審議官兼アジア局南部アジア部、2011年総括担当審議官を経て、2012年軍縮不拡散・科学部長。2014年在ウィーン国際機関日本政府代表部特命全権大使。2018年には河野太郎外務大臣と天野之弥国際原子力機関(IAEA)事務局長の同席で「東京2020年オリンピック・パラリンピック競技大会の機会における核セキュリティ措置の実施支援分野における日IAEA間の実施取決め」の署名式を行った。2019年駐アイルランド特命全権大使。2022年依願免職。2023年自治体国際化協会参与。

## 著作
- 『ビジネスパーソンのためのツイッター時代の個人「発信」力』Discover 21、2010年
- 『核拡散防止の比較政治　核保有に至った国、断念した国』ミネルヴァ書房、2016年
- 『アイルランド現代史－独立と紛争、そしてリベラルな富裕国へ』中央公論新社〈中公新書〉、2022年9月

編著
- 『パブリック・ディプロマシー　「世論の時代」の外交戦略』金子将史共編、PHP研究所、2007年
- 『パブリック・ディプロマシー戦略　イメージを競う国家間ゲームにいかに勝利するか』金子将史共編、PHP研究所、2014年

## 同期入省
- 末松義規（12年内閣府副大臣・96年衆議院議員）
- 石井正文（17年インドネシア大使・13年国際法局長）
- 大村昌弘（17年フィジー大使）
- 川村裕（20年ノルウェー大使・18沖縄大使・14年コートジボワール大使）
- 越川和彦（16年JICA副理事長・14年スペイン大使・12年官房長）
- 鈴鹿光次（16年アフガニスタン大使）
- 鈴木康久（18年ニカラグア大使・16年レオン総領事）
- 山田文比古（08年東京外国語大学教授）
- 片上慶一（17年イタリア大使・16年外務審議官（経済担当））
- 石川和秀（14年フィリピン大使・12年南部アジア部長）
- 藤原聖也（14年アルジェリア大使）
- 山崎純（18年シンガポール大使・15年スウェーデン大使・14年儀典長）
- 渡邉正人（17年ブルガリア大使・15年バングラデシュ大使）
- 堀之内秀久（19年オランダ大使・16年カンボジア大使・14年ロサンゼルス総領事）
- 野田仁（18年ルーマニア大使・15年エクアドル大使）
- 髙橋礼一郎（18年オーストラリア大使・15年ニューヨーク総領事・11年アフガニスタン大使）
- 葉室和親（12年トンガ大使）
- 井出敬二（17年北極担当大使・13年クロアチア大使）
- 小原雅博（15年東京大学法学部教授・13年上海総領事）
- 須永和男（19年カタール大使・16年ASEAN大使）
- 姫野勉（17年ガーナ大使）
- 平石好伸（17年チリ大使・14年ジンバブエ大使）
- 水谷章（19年オーストリア大使・17年立命館アジア太平洋大学教授）
- 齊藤貢（18年イラン大使・15年オマーン大使）